# Voschod 2
Voschod 2 (ryska: Восход-2) var den sjunde ryska rymdfärden i det sovjetiska rymdprogrammet. Farkosten sköts upp med en Voschod-raket från Kosmodromen i Bajkonur den 18 mars 1965. Under flygningen genomförde Leonov världens första rymdpromenad.
Efter ett dygn i omloppsbana runt jorden återinträdde farkosten i jordens atmosfär och landade i Kazakstan.

## Rymdpromenaden
Rymdpromenaden gick som planerat, men när Leonov skulle in i luftslussen igen hade hans rymddräkt expanderat i rymdens vakuum så att han inte kunde ta sig in. Han blev då tvungen att sänka lufttrycket i dräkten till farligt låga nivåer för att dräkten skulle krympa till sin normala storlek, och till slut kunde han ta sig in i slussen igen.

## Besättning
Ordinarie
- Pavel Beljajev
- Aleksej Leonov

Backup
- Dimitri Zajkin
- Jevgenij Chhrunov

Reserv
- Viktor Gorbatko
- Pjotr Kolodin

## Eftermäle
Den ryska dramafilmen Vremja pervych från 2017 handlar om Voschod 2 och Aleksej Leonov.